# Pazarlıoğlu, Gökçebey
Pazarlıoğlu là một xã thuộc huyện Gökçebey, tỉnh Zonguldak, Thổ Nhĩ Kỳ. Dân số thời điểm năm 2011 là 453 người.